# ألاماي هالينا
ألاماي هالينا (مواليد 1 يناير 1967)، والمعروف أيضًا باسم أللاماي هالينا، هو دبلوماسي ورجل دولة تشادي يشغل منصب رئيس وزراء تشاد منذ 23 مايو 2024.

## الحياة المبكرة والتعليم
ولد ألاماي هالينا في 1 يناير 1967 في جونو جايا، مايو كيبي الشرقية.
حصل على درجة البكالوريوس في التاريخ والجغرافيا من جامعة انجامينا في عام 1992، وبعد ذلك، واصل تعليمه العالي في معهد العلاقات الدولية في الكاميرون وحصل على درجة الماجستير في العلاقات الدولية.
كان هالينا رئيسًا للبروتوكول لدى الرئيس التشادي إدريس ديبي من عام 2010 إلى عام 2023. وفي عام 2023، تم تعيينه سفيرًا لتشاد لدى الصين.
في 23 مايو 2024، بعد تنصيب الرئيس محمد إدريس ديبي، تم تعيين هالينا رئيسًا لوزراء تشاد.
عند تعيينه رئيسًا للوزراء، وصف العديد من المحللين هالينا بأنه فني بلا طموح سياسي، ولن ينافس الرئيس محمد إدريس ديبي. ظل هالينا مخلصًا لإدريس ديبي لفترة طويلة، ويصفه محمد إدريس ديبي بأنه "أخيه الأكبر".
في 13 يونيو 2024، قدم هالينا برنامجه السياسي للمجلس الوطني الانتقالي. ومن بين القضايا المهمة، يأمل بشكل خاص أن تصبح تشاد بحلول عام 2034 مستقلة من حيث الطاقة وتنظم بطولة كأس الأمم الأفريقية لكرة القدم. كما أعلن هالينا عن رغبته في فتح الموانئ الجافة والمناطق الحرة.